# Mejlans
Mejlans (finska: Meilahti) är en stadsdel i Helsingfors stad och en del av Grejus distrikt. 
I Mejlans uppstod det villabebyggelse under 1880-talet, där helsingforsbor kunde fira sin sommar utanför innerstaden. En del av dessa villor finns fortfarande kvar i den västliga delen av Mejlans, som består av skogs- och parkområden nära havet med dessa villor. Omedelbart efter andra världskriget byggdes höghus i Mejlans för att dämpa bostadsbristen. En stor del av byggnaderna i bostadsområdet i Mejlans byggdes under denna period från 1945 till 1950-talet. 
Ett viktigt område i stadsdelen är Mejlans kliniker och Helsingfors universitetscentralsjukhus (HUCS) som täcker flera kvarter. Också medicinska fakulteten har forskningsutrymmen på sjukhusområdet, samt bostäder för anställda och studerande. Den mest karakteristiska byggnaden är det 15 våningar höga Patienttornet från 1960-talet. Det nyaste sjukhuset i området, Nya barnsjukhuset, öppnade i september 2018. Nya barnsjukhuset vann Arkitekturens Finlandiapris 2018.
I Mejlans finns flera museer och andra betydelsefulla byggnader. Dessa finns främst i villaområdet i den västra delen. Fölisöns friluftsmuseum ligger på en ö med broförbindelse till Mejlans och har byggts med Skansen som förebild. Nära Fölisön finns Helsingfors konstmuseum. Det finns också flera viktiga representationsvillor i Mejlans; före detta presidenten Urho Kekkonens villa på Ekudden som är museum idag, tjänstebostaden för republikens president på Talludden och statsministerns representationsbostad Villa Bjälbo.
Hummelviken (finska: Humallahti) är en vik i Mejlans. 

## Bildgalleri

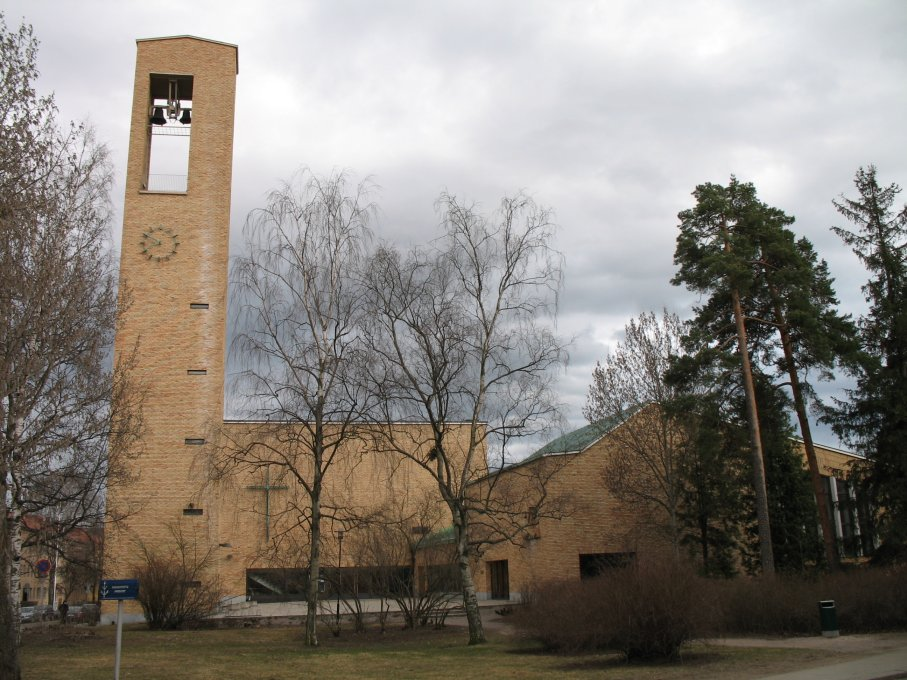
Mejlans kyrka
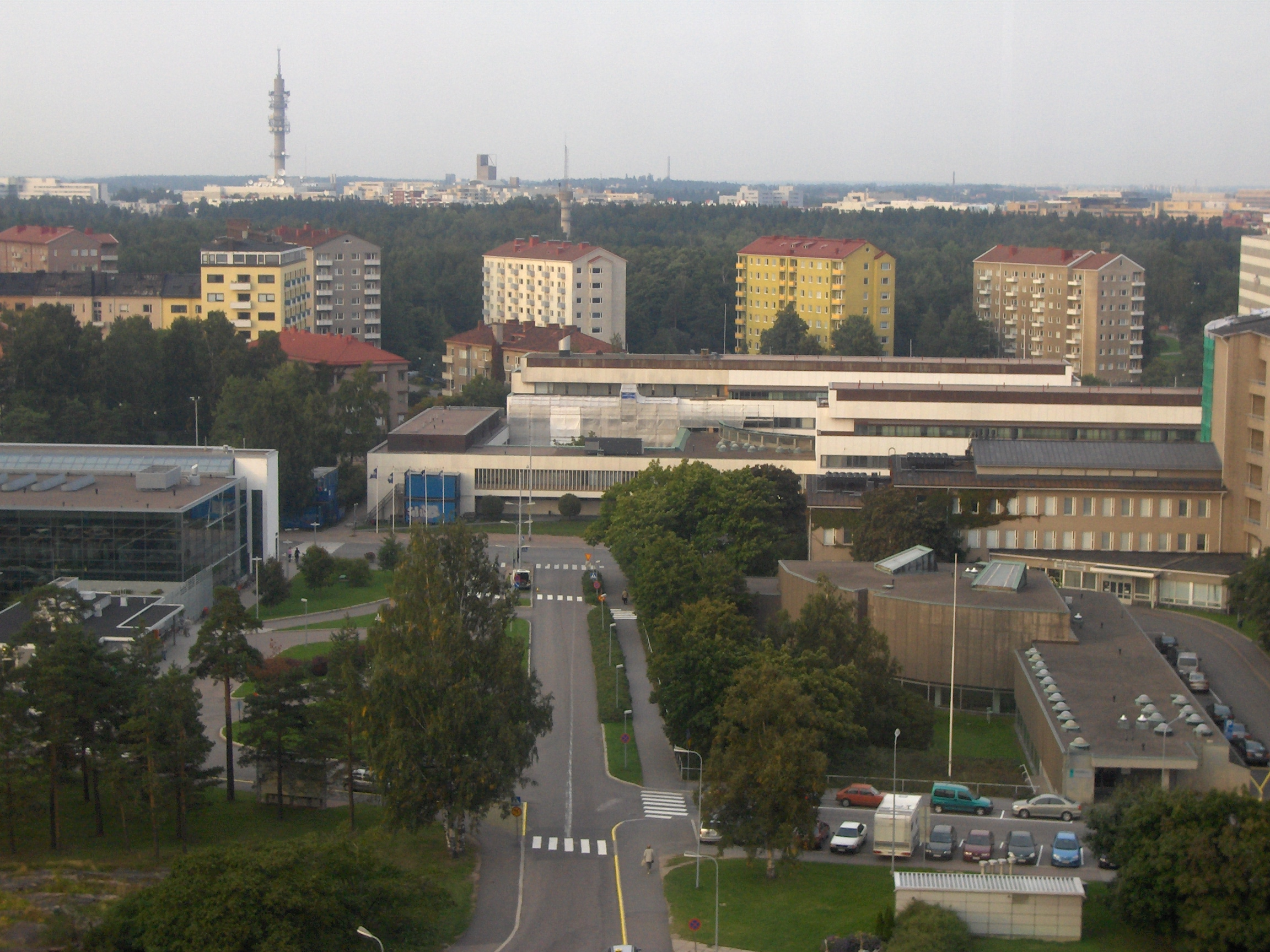
Sjukhusområdet och 1940-talets byggnader i bakgrunden
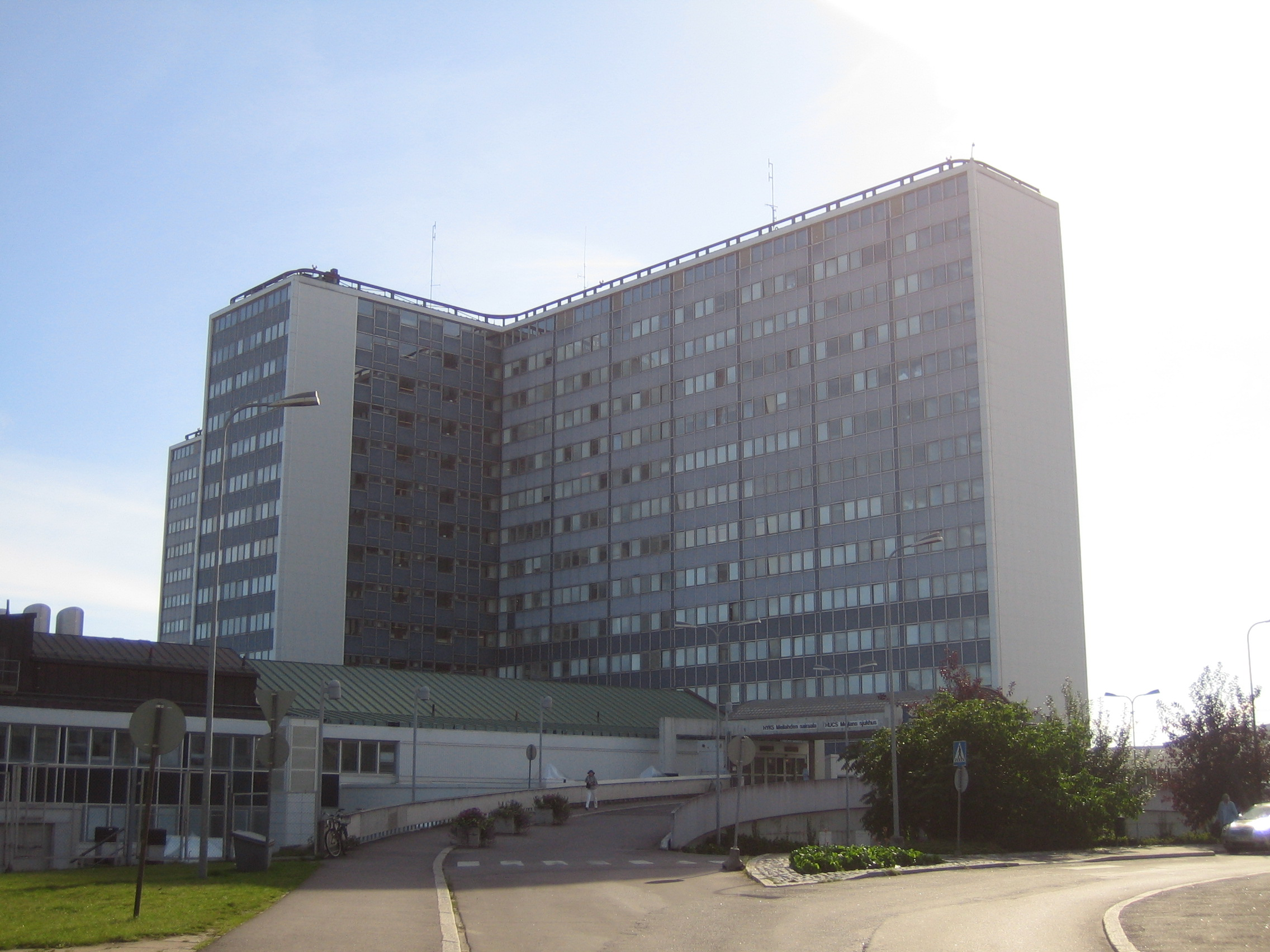
Patienttornet på HUCS sjukhusområde
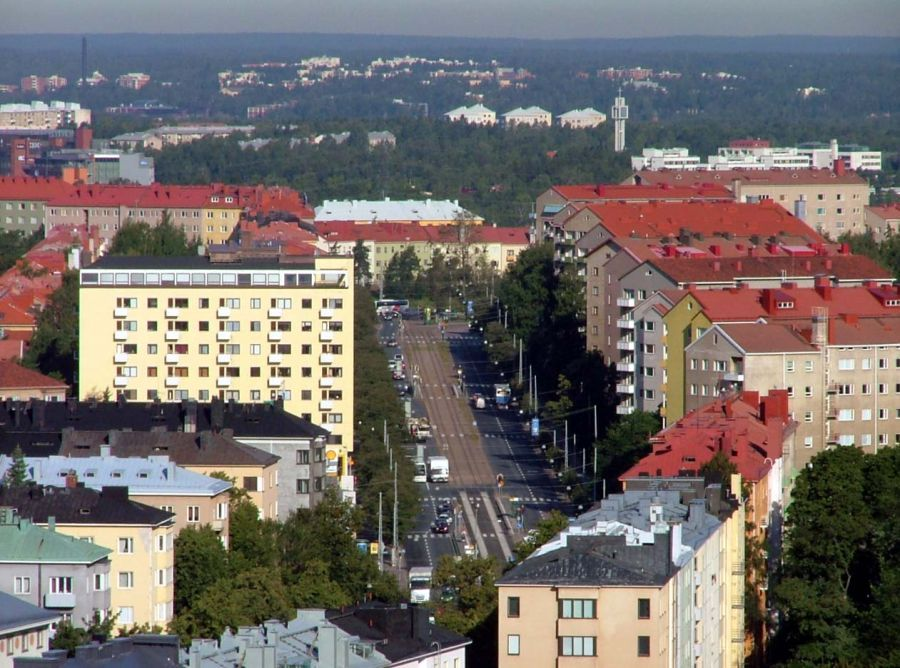
Höghus i Dal och Mejlans
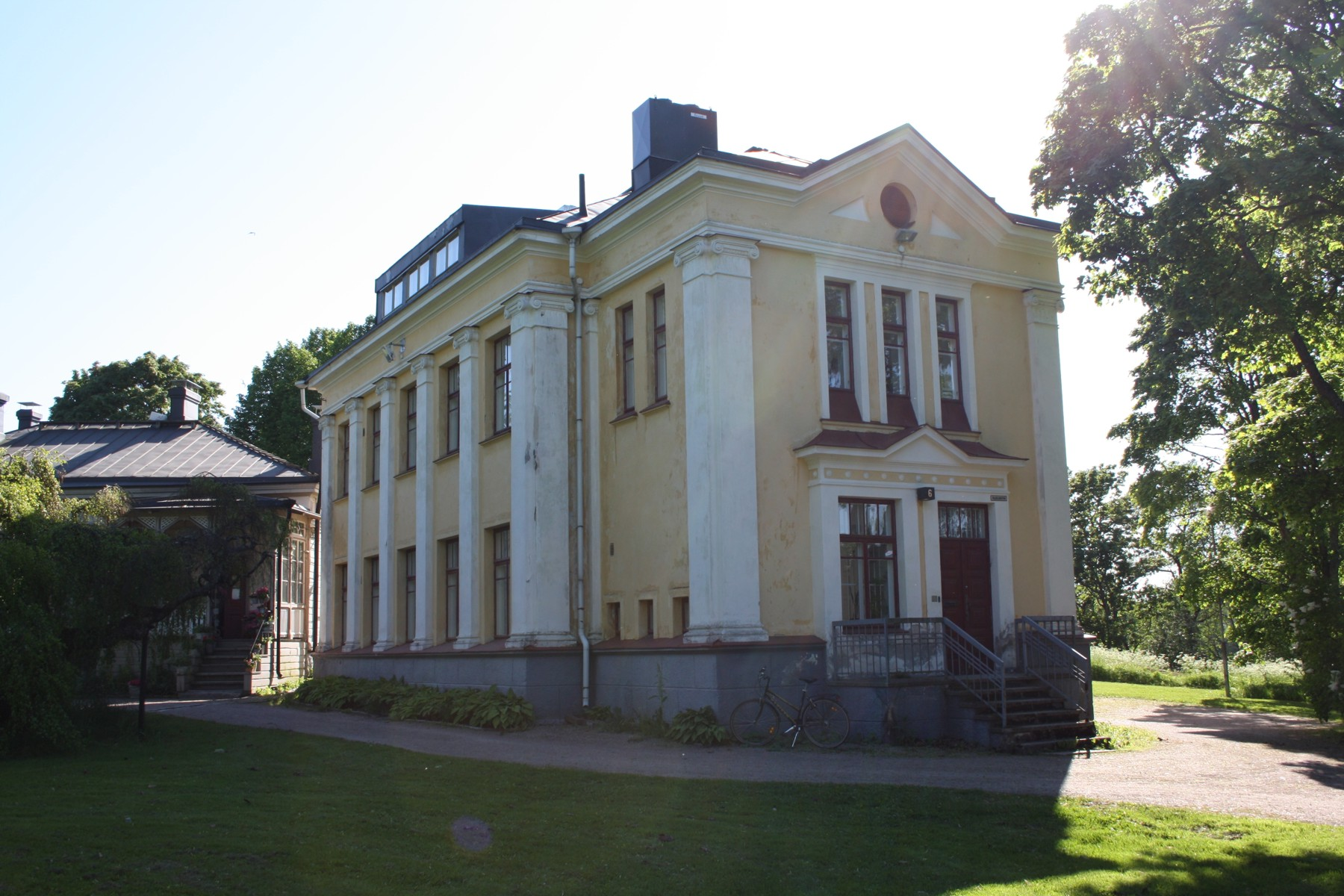
Mejlans gård